# Kim Dong-jin
.
Kim Dong-Jin (Dongducheon, 29 de Janeiro de 1982) é um futebolista sul-coreano. Atualmente, joga pelo Ulsan Hyundai FC, da Coreia do Sul.

## Carreira
Kim Dong-Jin representou a Seleção Sul-Coreana de Futebol nas Olimpíadas de 2004 e 2012.

## Clubes
Última atualização: 26 de dezembro de 2009
| Ano  | Time               | País          | Divisão | Partidas | Gols |
| ---- | ------------------ | ------------- | ------- | -------- | ---- |
| 2000 | Anyang Cheetahs FC | Coreia do Sul | 1       | 7        | 1    |
| 2001 | Anyang Cheetahs FC | Coreia do Sul | 1       | 6        | 0    |
| 2002 | Anyang Cheetahs FC | Coreia do Sul | 1       | 8        | 0    |
| 2003 | Anyang Cheetahs FC | Coreia do Sul | 1       | 35       | 5    |
| 2004 | FC Seoul           | Coreia do Sul | 1       | 18       | 3    |
| 2005 | FC Seoul           | Coreia do Sul | 1       | 21       | 3    |
| 2006 | FC Seoul           | Coreia do Sul | 1       | 13       | 1    |
| 2006 | FC Zenit           | Rússia        | 1       | 17       | 0    |
| 2007 | FC Zenit           | Rússia        | 1       | 24       | 2    |
| 2008 | FC Zenit           | Rússia        | 1       | 10       | 0    |
| 2009 | FC Zenit           | Rússia        |         |          |      |
| 2010 | Ulsan Hyundai FC   | Coreia do Sul |         |          |      |
| 2011 | FC Seoul           | Coreia do Sul |         |          |      |